# Pierre Trentin
Pierre Trentin (ur. 15 maja 1944 w Créteil) – francuski kolarz torowy i szosowy, czterokrotny medalista olimpijski oraz wielokrotny medalista torowych mistrzostw świata.

## Kariera
Specjalizował się w wyścigu ze startu zatrzymanego i sprincie, choć sukcesy odnosił także w tandemach. Na igrzyskach debiutował w Tokio w 1964, ostatni raz wystąpił w Montrealu 12 lat później. Medale zdobywał podczas dwóch pierwszych startów (łącznie cztery). Największe sukcesy odnosił podczas IO 68 - zwyciężył w koronnej konkurencji, a wspólnie z Danielem Morelonem triumfował także w tandemie. Był mistrzem świata w wyścigu ze startu zatrzymanego (1966) oraz w tandemach (1966).

## Starty olimpijskie
Tokio 1964
- 1 km ze startu zatrzymanego – brąz

Meksyk 1968
- 1 km ze startu zatrzymanego, tandemy – złoto
- 1 km sprint – brąz